# NYC 22
NYC 22 ist eine US-amerikanische Fernsehserie, welche am 15. April 2012 ihre Premiere beim Sender CBS feierte. Die Serie besteht aus 13 Folgen in einer Staffel, da der ausstrahlende Sender aufgrund schwacher Quoten, von einer Fortsetzung absah und die Serie, die bereits mäßig startete unterhalb ihrer Ausstrahlung aus dem Programm nahm und die restlichen Folgen, erst im Sommerprogramm versendete. Die deutsche Erstausstrahlung war für den 1. September 2015 bei Sat.1 emotions geplant, wurde jedoch kurzfristig durch die Serie Crisis ersetzt. Stattdessen erfolgte die deutsche Erstausstrahlung am 5. November 2016 beim Schweizer Sender Puls 8.

## Handlung
In New York starten sechs junge Polizisten, unmittelbar nach ihrer Ausbildung an der Polizeischule, in den Alltag der Großstadt.
Jennifer ‚White House‘ Perry war im College ein Volleyballstar. Ray ‚Lazarus‘ Harper hat aufgrund seiner früheren Tätigkeit als Nachrichtenreporter sehr gute Kontakte innerhalb des Reviers. Tonya Sanchez hingegen kommt aus einer Familie mit krimineller Vergangenheit und hat es deshalb nicht leicht in ihrer neuen Umgebung. Kenny McClaren wiederum stammt aus einer Polizistenfamilie und hatte eigentlich nicht vorgehabt, ebenfalls diesen Beruf zu übernehmen. Ahmad ‚Kiterunner‘ Kahn stammt aus Afghanistan, Jayson Toney war früher ein sehr guter Basketballspieler, hat es aber nicht in die NBA geschafft.
Unter der Leitung des eiskalten Training Officers Daniel ‚Yoda‘ Dean müssen sie sich nun in der harten Wirklichkeit von Manhattan bewähren.

## Besetzung und Synchronisation
Die deutschsprachige Synchronisation der Serie erfolgte bei der EuroSync GmbH, Berlin unter Dialogregie von Hans-Jürgen Wolf.
| Schauspieler         | Rollenname                           | Synchronsprecher     |
| -------------------- | ------------------------------------ | -------------------- |
| Adam Goldberg        | Officer Ray „Lazarus“ Harper         | Felix Spieß          |
| Leelee Sobieski      | Officer Jennifer „White House“ Perry | Millie Forsberg      |
| Stark Sands          | Officer Kenny McLaren                | Jeffrey Wipprecht    |
| Judy Marte           | Officer Tonya Sanchez                | Sandrine Mittelstädt |
| Harold House Moore   | Officer Jayson „Jackpot“ Toney       | Fabian Heinrich      |
| Felix Solis          | Sgt. Terry Howard                    | Tim Moeseritz        |
| Tom Reed             | Officer Ahmad Khan                   | Patrick Baehr        |
| Terry Kinney         | Sgt. Daniel „Yoda“ Dean              | Lutz Schnell         |
| Sonequa Martin-Green | Michelle Terry                       | Peggy Sander         |

## Episodenliste
| Nr. | Deutscher Titel        | Originaltitel        | Erstausstrahlung USA | Deutschsprachige Erstausstrahlung (CH) | Regie                 | Drehbuch          |
| --- | ---------------------- | -------------------- | -------------------- | -------------------------------------- | --------------------- | ----------------- |
| 1   | Die Neuen              | Pilot                | 15. Apr. 2012        | 5. Nov. 2016                           | James Mangold         | Richard Price     |
| 2   | Die erste Nachtschicht | Firebomb             | 22. Apr. 2012        | 12. Nov. 2016                          | Felix Alcalá          | Talicia Raggs     |
| 3   | Starr vor Angst        | Thugs and Lovers     | 29. Apr. 2012        | 19. Nov. 2016                          | Martha Mitchell       | David Rambo       |
| 4   | Sprengstoff-Alarm      | Lost and Found       | 6. Mai 2012          | 26. Nov. 2016                          | David Platt           | Robert David Port |
| 5   | Alte Rechnungen        | Self Cleaning Oven   | 7. Juli 2012         | 3. Dez. 2016                           | Ralph Hemecker        | Richard Price     |
| 6   | Über den Rubikon       | Crossing the Rubicon | 7. Juli 2012         | 10. Dez. 2016                          | Ken Sanzel            | Richard Price     |
| 7   | Das Skelett            | Block Party          | 14. Juli 2012        | 17. Dez. 2016                          | Gwyneth Horder-Payton | Lorraine Adams    |
| 8   | Vorurteile             | Schooled             | 14. Juli 2012        | 24. Dez. 2016                          | Stephen Gyllenhaal    | Diana Son         |
| 9   | Gott spielen           | Playing God          | 21. Juli 2012        | 31. Dez. 2016                          | Michael Smith         | Robert David Port |
| 10  | Lebensmüde             | Jumpers              | 28. Juli 2012        | 7. Jan. 2017                           | Alex Zakrzewski       | Ken Sanzel        |
| 11  | Lösegeld               | Ransom               | 4. Aug. 2012         | 14. Jan. 2017                          | Stephen Gyllenhaal    | Richard Price     |
| 12  | Samariter              | Samaritans           | 4. Aug. 2012         | 21. Jan. 2017                          | Martha Mitchell       | David Rambo       |
| 13  | Grabenkämpfe           | Turf War             | 11. Aug. 2012        | 28. Jan. 2017                          | Ralph Hemecker        | Carter Harris     |